# X del Cigne
X del Cigne (X Cygni) és un estel variable a la constel·lació del Cigne de magnitud aparent mitjana +6,48.
X Cygni és una variable cefeida, una de les més brillants en el cel nocturn. La seva lluentor oscil·la entre magnitud +5,85 i +6,91 al llarg d'un període de 16,3863 dies, si bé s'ha observat un augment de 1,45 segons per any en aquest període. De tipus espectral F7Ib, la seva temperatura efectiva és de 6.520 K. El seu diàmetre varia segons la font consultada, estant comprès entre 78 i 84 vegades el diàmetre solar, molt gran fins i tot per una cefeida; a títol comparatiu, η Aquilae o Mekbuda (ζ Geminorum), dos de les cefeides més conegudes, tenen un diàmetre aproximat 60 vegades major que el del Sol. Conseqüentment és un estel molt massiu, amb una massa 11 vegades major que la massa solar. Té un contingut metàl·lic lleugerament superior al del Sol, i el seu índex de metal·licitat és [Fe/H] = +0,10. La seva superfície es troba enriquida en zinc i nitrogen, i l'abundància relativa d'aquest últim element és més de 3,5 vegades superior a la del Sol ([N/H] = +0,55).
La seva distància respecte al sistema solar, basada en la relació entre les variacions de color i del diàmetre angular, pot ser superior a 3.500 anys llum, un valor molt per sobre de l'obtingut a partir de la mesura de la seva paral·laxi (2.250 anys llum).